# Władysław Kwieciński
Władysław Kwieciński, ps. „Lubicz” (ur. 2 kwietnia 1916 w Popławach, przysiółku Chłaniowa, zm. 2 października 1996 w Warszawie) – uczestnik kampanii wrześniowej, żołnierz Służby Zwycięstwu Polski, Związku Walki Zbrojnej i Armii Krajowej, komendant III Rejonu Armii Krajowej Obwodu Krasnystaw, wieloletni pracownik przemysłu tytoniowego w Polsce, autor tekstów popularnonaukowych i instruktażowych dotyczących uprawy tytoniu, autor wierszy patriotycznych i lirycznych.

## Życiorys
Władysław Kwieciński był najstarszym dzieckiem spośród ośmiorga rodzeństwa. Dwóch braci zmarło w dzieciństwie. Wykształcenie średnie zdobył w Państwowym Gimnazjum im. Stefana Czarnieckiego w Chełmie. W 1938 rozpoczął studia na Wydziale Rolnym Szkoły Głównej Gospodarstwa Wiejskiego w Warszawie, które po roku musiał przerwać ze względu na nadchodzącą wojnę.
Służbę wojskową odbył w latach 1937–1938 na Dywizyjnym Kursie Podchorążych Rezerwy Piechoty przy 9 Pułku Piechoty Legionów w Zamościu. Ukończył ją w stopniu plutonowego podchorążego. W sierpniu 1939 został zmobilizowany i wcielony do organizującego się III batalionu tego pułku. Na początku września brał udział w walkach obronnych nad Wisłą w rejonie Puław jako zastępca dowódcy plutonu. Ranny w rękę w bitwie pod Krasnymstawem 18–19 września 1939, został odwieziony do szpitala wojskowego w Chełmie. Po zajęciu szpitala przez wojska sowieckie, uciekł z transportu kierującego się na wschód.
Już na początku października 1939 podjął działalność konspiracyjną. Wstąpił do Służby Zwycięstwu Polski, przemianowanej później na Związek Walki Zbrojnej a następnie na Armię Krajową. W konspiracji był kolejno: dowódcą plutonu; dowódcą kompanii; komendantem Placówki 9/gmina Rudnik; a od kwietnia 1943 do lipca 1945 komendantem Rejonu III (placówki/gminy: Rudnik, Gorzków i Izbica), Obwodu Krasnystaw. W konspiracji, od października 1939 do lipca 1940 posługiwał się pseudonimem „Kwiatoń”. W sierpniu 1940 zmienił pseudonim na „Lubicz”, którym posługiwał się do końca wojny.
Należąc do Ruchu Oporu brał udział w wielu akcjach dywersyjnych przeciw Niemcom. W 1943/44 zorganizował Szkołę Podchorążych i Szkołę Podoficerską. W grudniu 1943 został awansowany na stopień podporucznika a w maju 1944 na stopień kapitana.
W czasie „Burzy” „Lubicz” był adiutantem dowódcy II batalionu 7 Pułku Piechoty Legionów. Po wejściu wojsk sowieckich w lipcu 1944, „Lubicz” pozostał komendantem Rejonu III Obwodu Krasnystaw i kontynuował działalność konspiracyjną. NKWD i UB kilkakrotnie przeprowadzały rewizję w domu rodziców w Mościskach. W październiku 1944 NKWD aresztowało i wywiozło do Związku Radzieckiego młodszego brata Stanisława „Kosę”. Wrócił w listopadzie 1947.
W sierpniu 1945 wyjechał do Warszawy, aby kontynuować rozpoczęte przed wojną studia na SGGW. Ten wyjazd zakończył jego działalność konspiracyjną. Ujawnił się 13 października 1945 przed Komisją Likwidacyjną byłych Batalionów Chłopskich w Lublinie. Studia zakończył w grudniu 1948 uzyskując tytuł inżyniera-rolnika i magistra nauk agrotechnicznych.
Pomimo ujawnienia się, „Lubicz” był śledzony przez bezpiekę i jej konfidentów do co najmniej 1953. W dokumentach UB Krasnystaw przesłanych do UB Lublin był oskarżany o „zwalczanie ruchu postępowego”, „wrogie ustosunkowanie do ZSRR i ustroju ludowego” i pozostawanie w konspiracji jako dowódca placówki Wolności i Niezawisłości.
Po ukończeniu studiów, w styczniu 1949 podjął pracę w Ośrodku Doświadczalnym Hodowli i Uprawy Tytoniu w Skroniowie k. Jędrzejowa, gdzie w latach 1951-56 był kierownikiem działu naukowego. Pracując w Ośrodku był współhodowcą kilku nowych odmian tytoniu oraz przyczynił się do aklimatyzacji wielu innych odmian uprawianych później na dużą skalę w całym kraju. Po krótkim okresie pracy w Centralnym Laboratorium Przemysłu Tytoniowego w Krakowie został głównym inżynierem – zastępcą dyrektora Jędrzejowskiej Wytwórni Przemysłu Tytoniowego. W 1964 został przeniesiony służbowo do Zjednoczenia Przemysłu Tytoniowego w Warszawie.
Był współautorem podręcznika „Tytoń” wydanego w 1969 oraz wielu broszur i opracowań, a także artykułów popularnonaukowych i instruktażowych zamieszczonych na łamach „Wiadomości Tytoniowych”.
W młodości i w czasie okupacji pisał wiersze patriotyczne i liryczne.
W marcu 1996 Minister Obrony Narodowej mianował go na stopień majora. Zmarł w Warszawie 2 października 1996.
Ku jego czci, w 2018 został posadzony dąb i umieszczona tablica pamiątkowa w sąsiedztwie Szkoły Podstawowej w Płonce, a w 2022 szkoła ta przyjęła "Lubicza" jako swojego patrona

## Odznaczenia
- Krzyż Armii Krajowej – Leg. nr 26234, Komisja Krzyża, Londyn, 5 sierpnia 1982;
- Medal Wojska po raz 1, 2, 3 i 4 – Leg. nr 29413, Ministerstwo Obrony Narodowej, Londyn, 15 sierpnia 1948;
- Krzyż Kampanii Wrześniowej – Leg. nr 8195, Ministerstwo Spraw Wojskowych, Londyn, 15 sierpnia 1985;
- Krzyż Partyzancki – Leg. nr 2652-83-31, Uchwała Rady Państwa, Warszawa, 28 września 1983;
- Medal Zwycięstwa i Wolności – Leg. nr 3147-83-4, Uchwała Rady Państwa, Warszawa, 28 września 1983;
- Medal za Udział w Wojnie Obronnej 1939 – Leg. nr 313-82-60 MW, Uchwała Rady Państwa, Warszawa, 14 lipca 1982;
- Złoty Krzyż Zasługi – Leg. nr I-38418, Uchwała Rady Państwa, Warszawa, 22 lipca 1964;
- Krzyż Kawalerski Orderu Odrodzenia Polski – Leg. nr 725-90-7, Uchwała Rady Państwa, Warszawa, 21 maja 1980.